# 西尾氏教
西尾 氏教（にしお うじのり、文禄元年（1592年） - 寛永10年6月17日（1633年7月22日））は、安土桃山時代から江戸時代にかけての武将、江戸幕府旗本。父は木下吉隆、母は西尾光教の娘。兄に西尾教次、西尾嘉教。西尾光教の養子となる。正室は織田信秀の娘。子に西尾盛教、西尾氏之、娘に保々貞高妻。官位は主水正、通称は小兵衛。

## 経歴
父の死後、母方の祖父である西尾光教の養子となる。慶長11年（1606年）、証人として江戸に赴き、徳川家康に謁見した。
次兄嘉教が揖斐藩主となった際、美濃国大野郡・加茂郡のうち5000石を分与され、書院番士となる。大野郡中之元村を本所としたため、中之元西尾家を称した。大坂冬の陣では青山忠俊軍に属した。旗本寄合席となった。幕府より所領として羽生村（富加町）を加増される。子孫は寄合席として明治時代まで続き、現在に至る。
寛永10年（1633年）、42歳で死去した。